# Alexander Girard
Alexander Hayden Girard, surnommé «Sandro» est né le 24 mai 1907 et mort le 31 décembre 1993 est un architecte, un architecte d'intérieur, un designer de meubles, un designer industriel et un designer textile américain.
Principalement reconnu pour son travail innovateur dans plusieurs facette du design, Girard a introduit plusieurs motifs et couleurs vibrantes qui ont influencé la modernité de l'époque, apportant chaleur et expression à un design perçu comme rigide. 

## Biographie

### Jeunesse
Il est né à New York d'une mère américaine originaire de Boston et d'un père franco-italien. Il a été élevé dans la maison familiale de la Lucciola à Florence, en Italie. En 1917, il est envoyé comme pensionnaire à la Bedford Modern School en Angleterre. En 1924, il décide de partir à Londres pour étudier l’architecture,.

### Vie personnelle
À 25 ans, il se marie en 1936 avec Marries Susan Needham, qu'il connait déjà depuis plusieurs années. Le couple déménage à Détroit pour que Girard puisse continuer à travailler en tant que designer. Par la suite, deux enfants naitront de leur union, Sansi Needham Girard, en 1945 et Marshall Cutler Girard en 1947. La famille déménagera encore vers Grosse Pointe au Michigan, avant de finir au Nouveau-Mexique, dans la ville de Santa Fe. Sa femme aura aussi une carrière importante en contribuant à la création de l'Opéra de Santa Fe, en ouvrant une boutique de curiosités, et en soutenant les projets artistiques de son mari. Les deux vont aussi débuter une collection d'art populaire à Santa Fe, qui deviendra très imposante à la fin de la vie de Girard, comptant plus 100 000 objets. En 1993, alors agée de 86 ans, Alexander Hayden Girard va décéder dans sa résidence de complications liées à l'alzeihmer.

## Carrière

### 1930 à 1952: Début de sa carrière
Il a exercé son activité à Florence, Rome, Londres, Paris et New York au sein de divers bureaux d'architectes avant de fonder son propre cabinet en 1930 à Florence. En 1937, il ouvre un bureau à Détroit.
Par la suite, il se consacre à la création d'intérieurs de voitures pour Ford et Lincoln entre 1943 et 1946.
En 1947, Alexander Girard va travailler en tant que peintre pour une équipe dirigée par Eero Saarrinen qui gagne le concours de design pour le nouveau. monument demandé par le National Park sevice pour la ville de Saint-louis. Le design choisi, nommé Gateway Arch, est une sculpture métallique en forme d'arche monumentale qui est d'ailleurs le plus haut monument fait par l'humain aux États-Unis avec une hauteur de 192 mètres (630 pieds).
Alexander Girard commence à travailler pour la compagnie Knoll et il design une table basse, le modèle 108 qui sera mise sur le marché en 1948. En 2006, cette table sera réintroduite dans la collection KnollStudio qui veut mettre en valeur les anciens design de la marque.
Entre 1951 et 1952, Girard revient au secteur automobile en tant que consultant couleur pour le General Motors Research Center.

## Herman Miller et son partenariat avec Girard
En 1952, Alexander Girard est embauché pour diriger la division des tissus et du textile. Il a travaillé avec George Nelson, Charles et Ray Eames pour former une équipe de concepteurs qui a influencé les principes fondamentaux du design à travers les États-Unis et le reste du monde. Alexander Girard a initialement créé une collection de tissus sur la base de sa formation en architecture. Sa première ligne de tissus consistait en des tissus simples et des imprimés géométriques de draperies: rayures, cercles et triangles. Il a ensuite créé de nombreux autres motifs et dessins, largement inspirés de l'art populaire. Il a également travaillé avec une usine de textile du XIXe siècle, découverte au centre du Mexique, pour créer une ligne de tissus 100% coton tissés à la main.
En 1967, il a également développé une collection de meubles pour Herman Miller, en s’inspirant de ses conceptions pour le mobilier de salon et de bureau de Braniff Airlines.

## Les projets d'Alexander

### Georg Jensen
En 1955, Alexander Girard va créer des assiettes pour le magasin Georg Jensen de New York et commencer à établir une relation d'affaire avec son patron, Just Lunning. Les sets de vaisselles qu'il va concevoir seront en céramique avec des symboles ressemblant à des bijoux sur le bord de l'assiette. Sur d'autres, il placera des cercles de couleur de plusieurs tailles différentes. Ses ensembles pouvaient être utilisés de plusieurs manières en prenant un type d'assiette avec des verres d'un autre type. En 1956, le président de Georg Jensen, le charge de concevoir sept tables pour une exposition sur la 5eAvenue à New York.

### John Deere
En 1964, Alexander Girard a été chargé de créer une fresque murale pour la société John Deere, à l’entrée de leur bâtiment administratif conçu par Eero Saarinen, près de Moline, dans l’Illinois. La fresque mesure 180 pieds de long sur 8 pieds de haut, et est entièrement créée avec des objets en trois dimensions, trouvés dans les archives de la compagnie. La fresque est composé de photos antiques, de moreceaux de machineries, de publicités, et d'autres objets importants pour l'histoire de la compagnie John Deere. Cette oeuvre est encore aujourd'hui présente dans l'entrée du bâtiment. Plusieurs èlèments de la murale ont été restauré en 2023 par The Conservation Center, car ils commençaient à se détériorer, puisqu'ils n'avait pas été pensé par Alexander Girard pour une exposition aussi prolongée. Lors de l'ouverture du projet, le président de John Deere, William A Hewitt a commenté la fresque murale: « En plus d'être visuellement beau, je pense que ce sera un excellent moyen de lier un certain nombre de suggestions de l'histoire de notre entreprise au nouveau bâtiment dans lequel nous travaillerons. » (traduit de l'anglais: "In addition to it being visually beautiful, I believe it will provide an excellent means for tying a number of suggestions of the history of our Company to the new building in which we will work.")

### Aménagements intérieurs
En 1929, Alexander Girard entame sa carrière en aménagement intérieur en travaillant sur sa propre résidence, un studio situé au dernier étage de la maison familiale à Florence, en Italie. Malgré les contraintes de cet espace réduit, il y voit un terrain d'expérimentation riche en possibilités. Encore étudiant à l'époque, il réfléchit aux meilleures façons d'optimiser l'utilisation de chaque centimètre. Le résultat fut un espace de vie débordant d'originalité, considéré comme l'un des premiers exemples de décoration moderne à Florence.

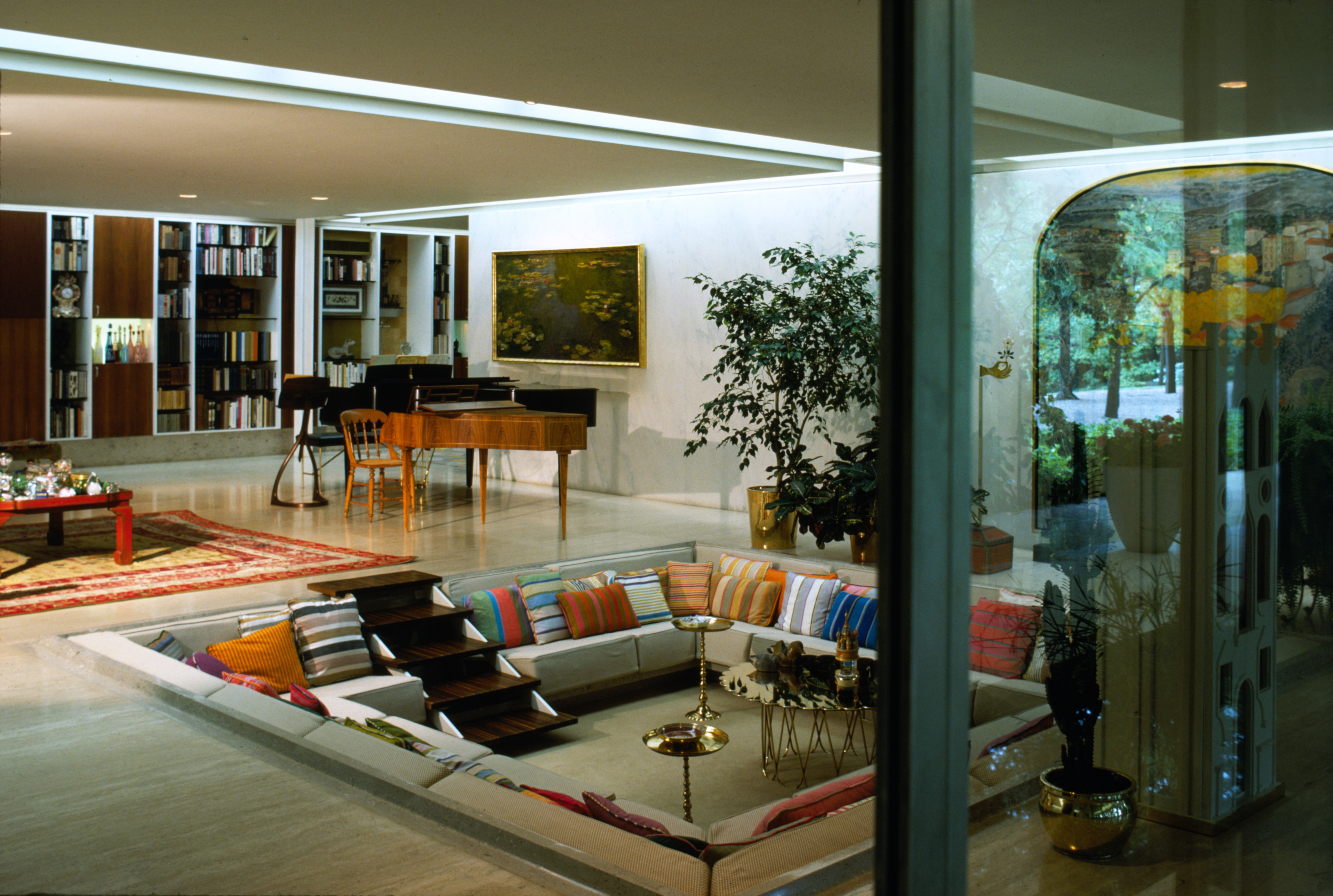
Miller house, Columbus, Indiana, 1953-57. Living area from terrace

Au fil des années, Alexander se voit confier une multitude de projets résidentiels, allant de petites interventions à des réalisations de plus grande envergure. Il enrichit son portfolio avec des créations remarquables, telles que l'aménagement intérieur de la résidence Vance (1938), la conception d'une salle dédiée aux échecs pour Chisolm MacDonald's (1939), ou encore la chambre d'adolescent du fils de Ford Junior (1946), parmi de nombreux autres projets.

### Restaurants

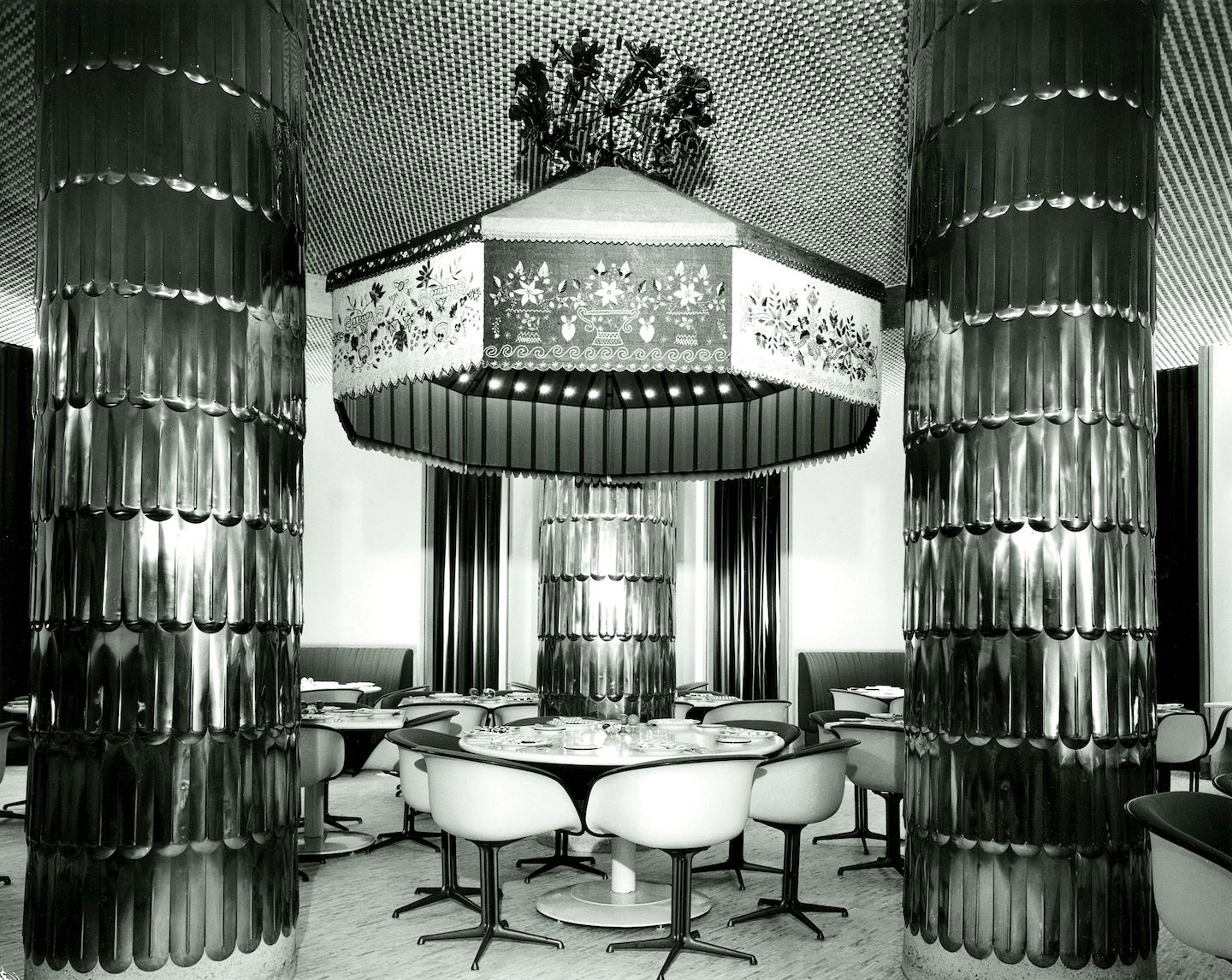
La Fonda Del Sol, Alexander Girard, 1960.

Au cours de sa carrière, Alexander concevra une multitude de restaurants, chacun reflétant son style reconnu. Toutefois, deux d'entre eux se démarqueront particulièrement : le légendaire restaurant « La Fonda Del Sol », réalisé en 1960, et le restaurant « L'Étoile », conceptualisé en 1966.
En 1960, Alexander Girard conceptualise l'ensemble du restaurant « La Fonda Del Sol », de son nom et son menu jusqu’à son aménagement intérieur. Situé dans le bâtiment «Time-Life» à New York, ce restaurant latino-américain propose un style vibrant débordant de couleurs éclatantes et de motifs audacieux. À une époque où le modernisme se développait rapidement, il offrait une approche plus diversifiée et romantique du design intérieur.
En 1966, Alexander conçoit le restaurant français « L’Étoile ». Situé également à New York, il présente cette fois un aménagement intérieur tout à fait différent de ses créations précédentes : un style plus épuré en matière de couleur, mais marqué par des textures et des jeux de lumière qui laissent son empreinte unique. Malgré les contraintes d’espace, il crée un design pensé pour offrir des séparations visuelles grâce à des demi-escaliers et des balustrades vitrées. Alexander ne laisse aucun détail au hasard, imaginant les tables, les chaises, les miroirs, les éclairages, les tissus, les tapis, les menus, les enseignes, et même une typographie sur mesure pour l’image de marque du restaurant. 

### Autres réalisations

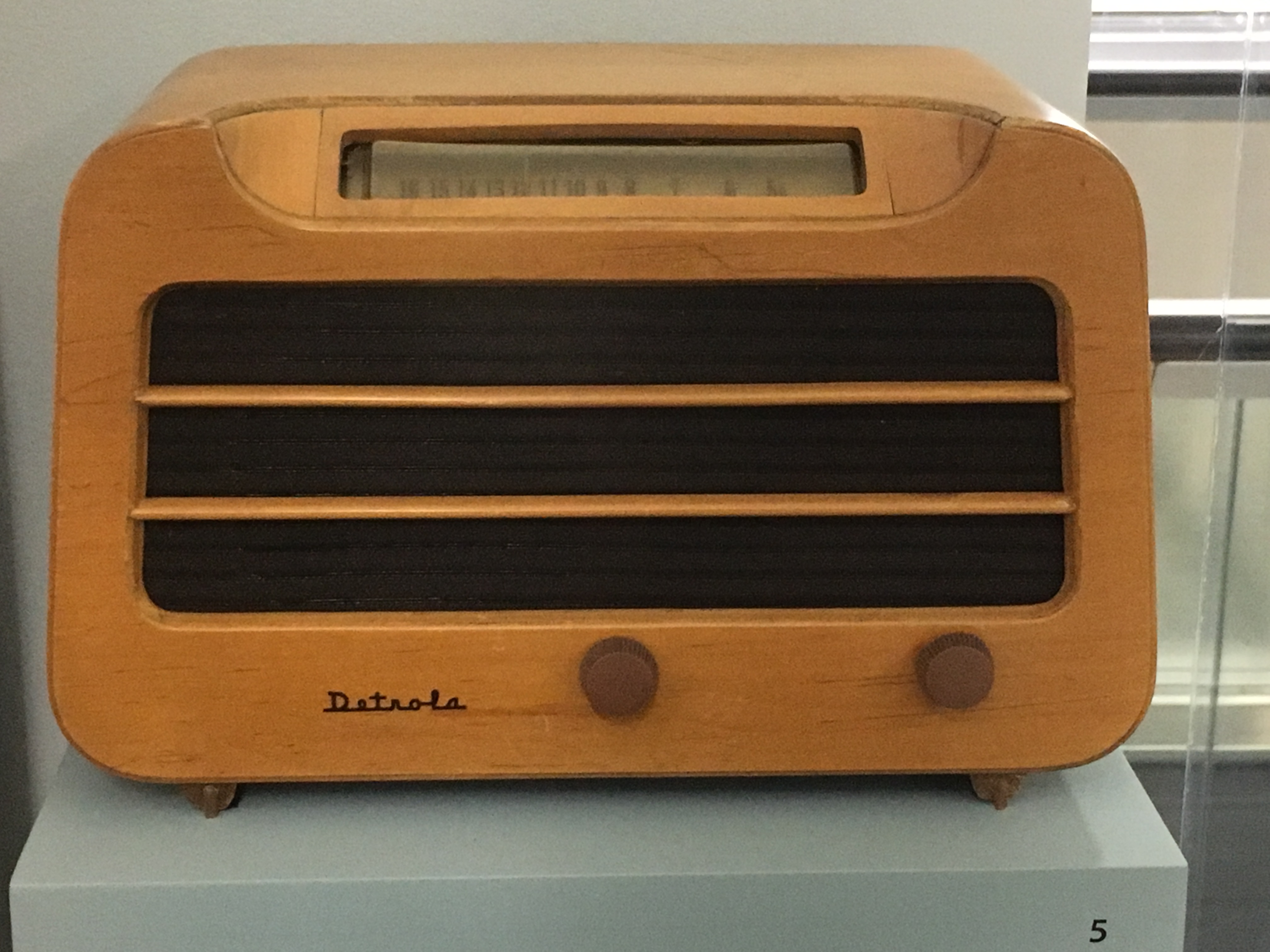
Detrola Model 579 (1946)

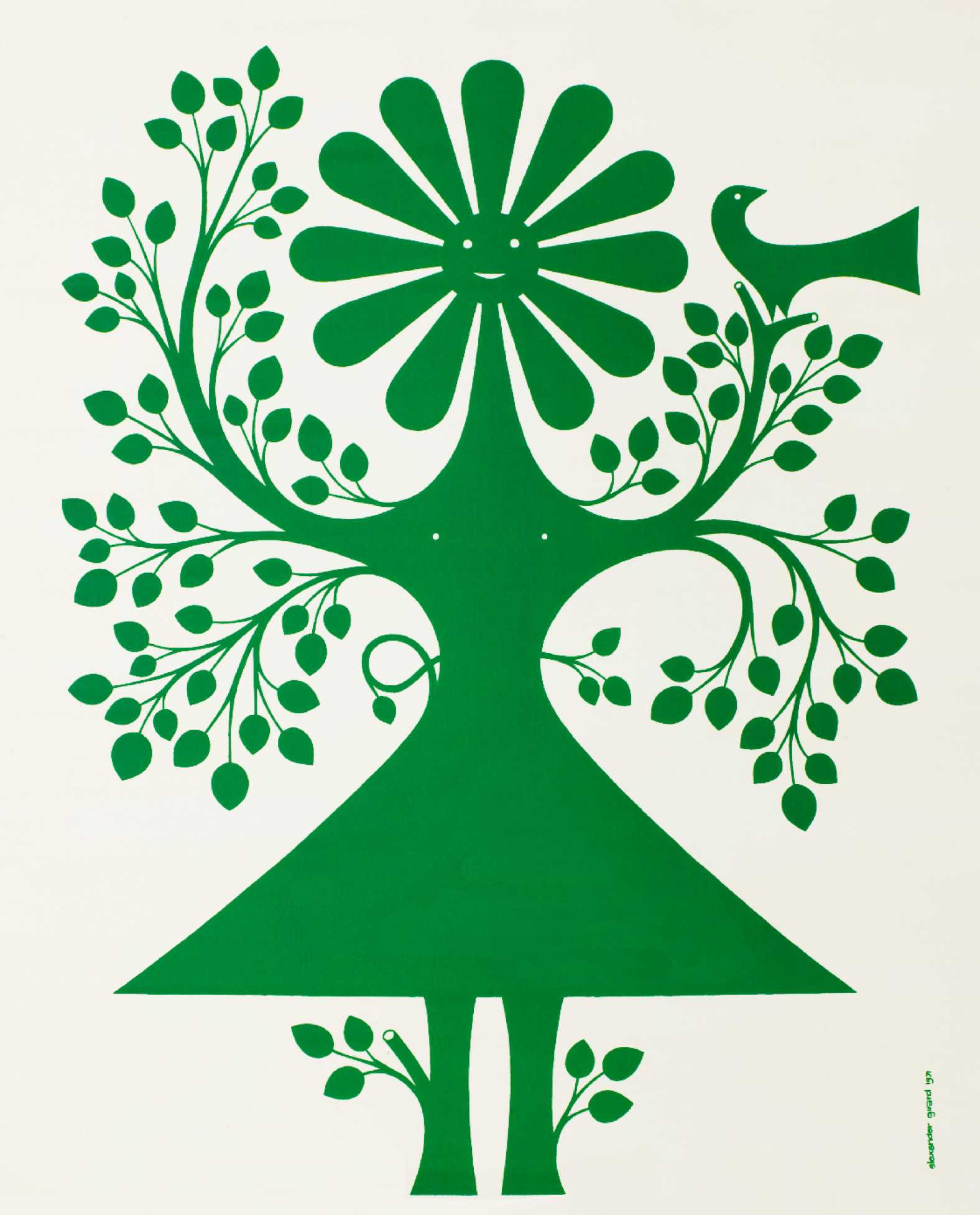
Daisy Face, Panneau d'enrichissement environnemental num.3036, pour Herman Miller, 1971

- ''Sandro Girard Room'', exposition permanente, New York (1934)[4]
- ''Modern Garden'' appartement, aménagement d'exposition, New York (1936)[4]
- ''Charles La Pomme'', restaurant, New York (1937)[4]
- ''Junior League'' boutique, Michigan (1938)[4]
- Panneaux d'affichages, Foire d'échéange des Femmes (1939)[4]
- ''Detrola Factory'', création de plusieurs modèles de radios, Detroit (1943)[4]
- ''No Sag Spring'', création d'une salle d'exposition pour la compagnie, Michigan (1946)[4]
- ''For Modern Living'', aménagement de l'exposition, Michigan (1949)[4]
- ''Fletcher Motel'', réaménagement, Michigan (1950)[4]
- Première ligne de papier-peint (1952)[4]
- ''Miller Vacation Home'', aménagement de la maison de vacances d'Irwin Miller, Canada (1952)[4]
- ''Denver Hotel'', projet collaboratif, Colorado (1953)[4]
- ''Miller Residence'', aménagement de la résidentiel d'Irwin Miller, Indiana (1953)[4]
- Bureau de Miller, aménagement, Indiana (1961)[4]
- ''Textiles & Objects'', salle d'exposition pour Herman Miller, New York (1961)[4]
- ''St. Johns College'', réaménagement intérieur, New Mexico (1964)[4]
- ''Braniff Airplanes'', recolor isation des avions (1965)[4]
- ''The Compound'', restaurant, New Mexico (1966)[4]
- ''Daisy Face'', Panneau d'enrichissement environnemental #3036, pour Herman Miller, cotton, 45'' x 58'' (1972)[4]

## Approche

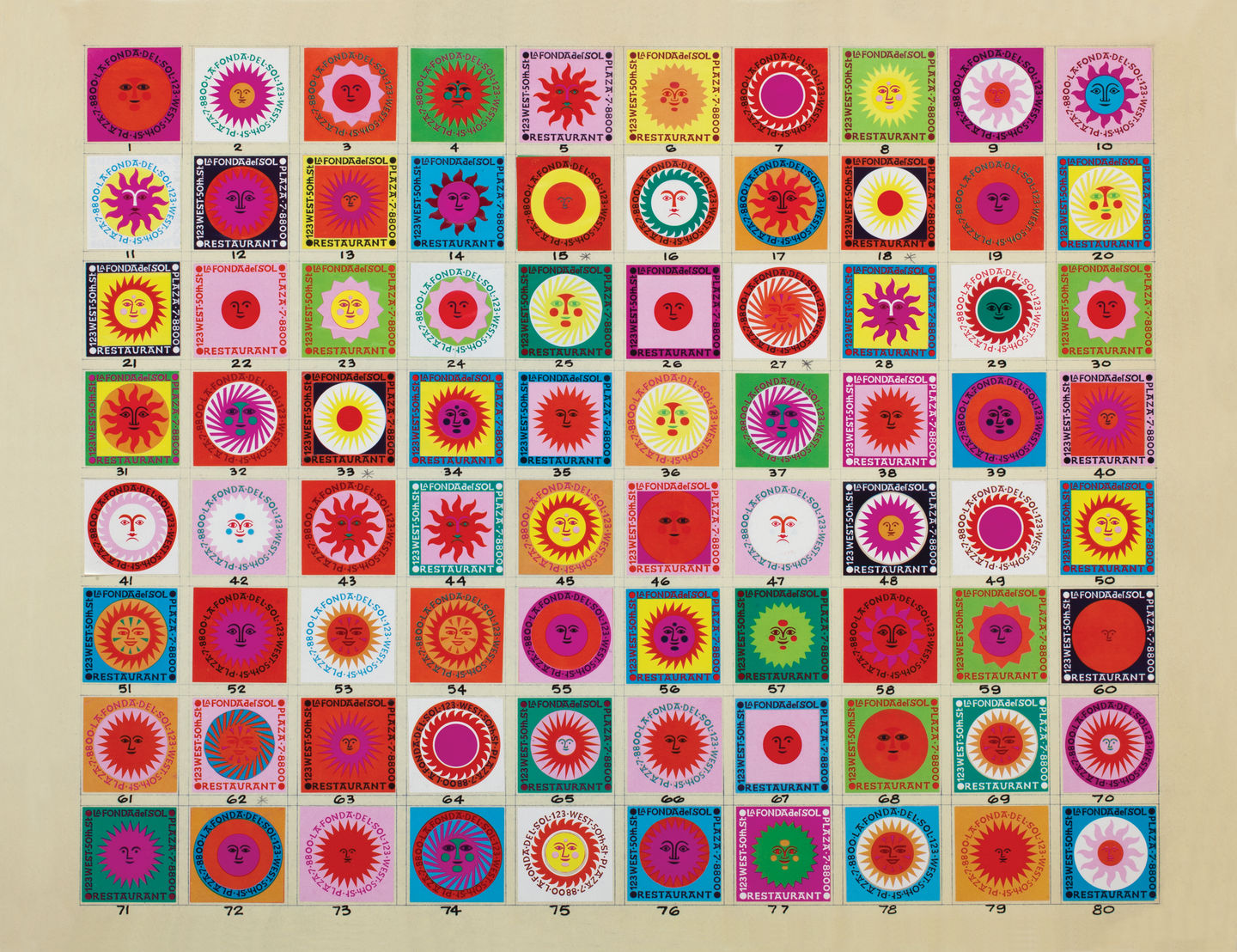
Peinture de soleil, explorations pour la Fonda Del Sol, 1960.

Alexander Girard emploie la couleur afin d'humaniser les meubles d'Herman Miller, et les faire sortir de leur fonctionnalisme. Son travail de la matière et des couleurs vient apporter la touche de sensibilité manquante aux objets industriels. En multipliant les variantes, les associations de couleurs inattendues, Alexander vient créer de la variation comme pour faire oublier qu'il s'agit de meubles en série
Si sa démarche n'est pas réellement théorisée, il base ses créations sur une maitrise parfaite du cercle chromatique et une passion pour l'art populaire. Cette passion aura d'ailleurs une grande influence sur son travail. Alexander Girard était en majorité attiré vers des symboles interculturels qu'il voyait à différents endroits. Ils constituaient selon lui un langage universel, une unicité.
La majorité des œuvres sur lesquelles a travaillé Alexander Girard sont attachées à une idée plus profonde. Autant elles peuvent être plaisantes simplement à regarder, qu'elles sont intéressante pour ceux qui y cherche une réflexion plus profonde.

## Fondation Girard

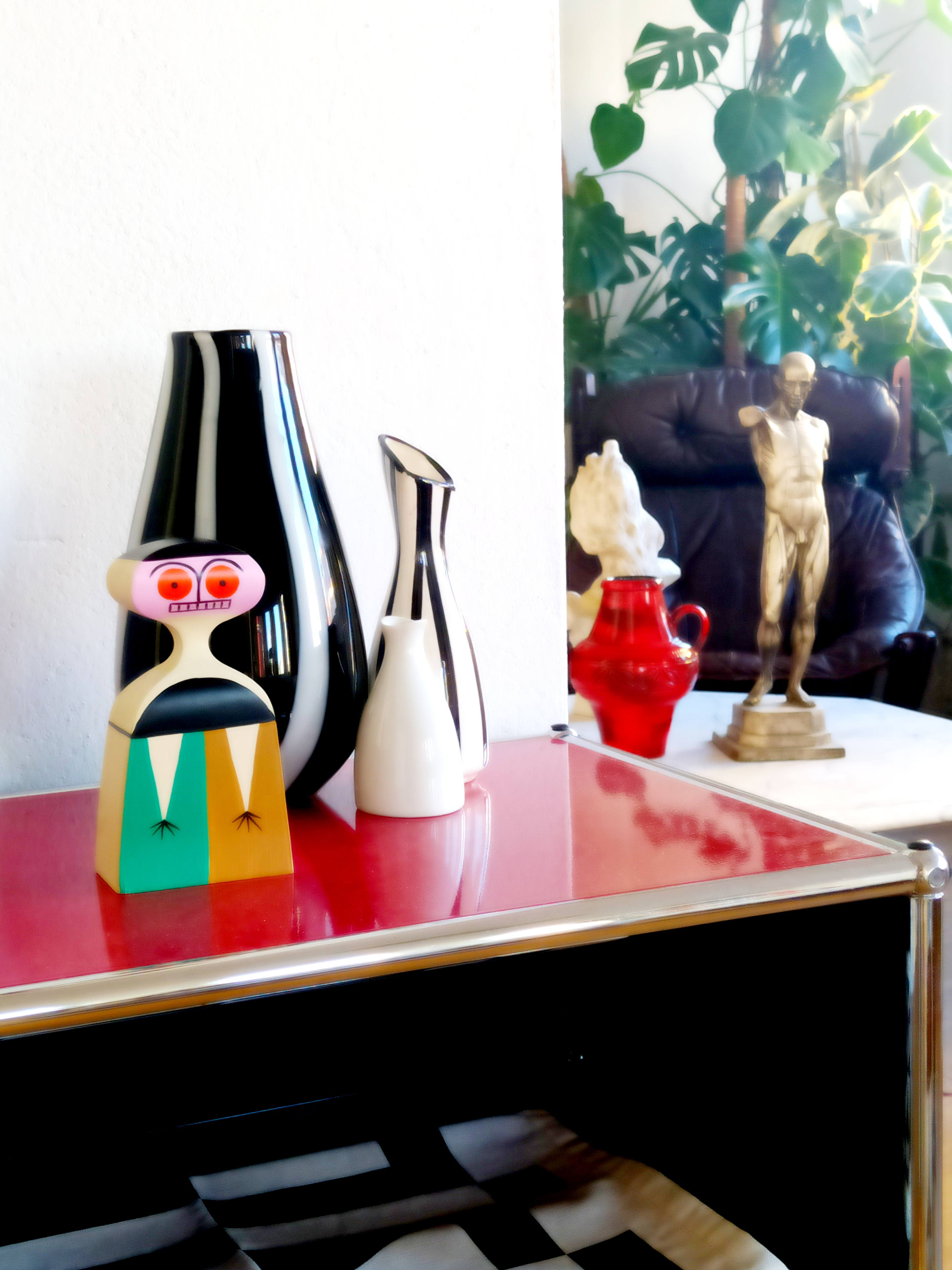
Poupée en bois, Vitra, Alexander Girard.

En 1962, Alexander Girard et son épouse fondèrent la Fondation Girard à Santa Fe pour gérer leur collection d’œuvres comprenant plus de 100 000 pièces, notamment des jouets, des poupées, des icônes et d'autres expressions ethniques. Le travail de conception d'Alexander Girard a été fortement influencé par sa passion pour l'art populaire. Les multiples voyagent qu'a effectué Alexander Girard ont constitué une partie importante du développement de sa créativité. Au travers de sa fondation, il a réussi a démontrer plusieurs de ses inspirations par des photos prises lors de voyages un peu partout à travers le monde qui démontrent de forte couleurs et qui s'intéressent tout autant à l'architecture, qu'aux festivals, qu'aux objets simples.
Il invite à la réflexion avec sa collection en disant : « Le monde entier doit se connaître et l'art populaire nous dit qu'il n'y a pas d'étrangers ».
En 1978, Girard fait don son immense collection au Museum of International Folk Art de Santa Fe, dans l'état du Nouveau-Mexique aux États-Unis. L’exposition permanente Multiple Visions: Un lien commun qui présente l’art populaire, les jouets et les textiles de plus de 100 pays, a ouvert en 1982 dans l'Aile Girard du musée. Il réussit à créer une expérience immersive haute en couleur, textures et formes, la popularité de Multiples Visions a fait du musée une destination internationale. Sa fondation a influencé plusieurs générations et cultures.

## Distinctions
- 1929 : Reçoit une médaille d'or à l'exposition de Barcelone[23].
- 1930: Reçoit une mention d'honneur en décoration de la Architectural Association School of Architecture[24].

- 1946: Gagne une compétition sur le tissu organisé par le MoMa[24].
- 1948 : Gagne le concours commémoratif de Saint-Louis à l'aide de son équipe[23].
- 1952: Reçoit le Trail Blazer Award de la National Home Fashions League of NY pour les collection de la marque Herman Miller[24].
- 1952: Reçoit une mention honorable de l'AIA pour excellence dans le design de couvre-mur[24].
- 1952: Reçoit une mention honorable de l'AIA pour excellence dans le design de tissus[24].
- 1962 : Reçoit une médaille d'argent à la Ligue d'Architecture de New York[23].
- 1965: Reçoit la médaille d'argent d'honneur de la Architecture league of NY pour la fresque murale peinte sur le batiment administratif de John Deere[24].
- 1966: Reçoit la distinction honorifique: Royal Designer for Industry de la Royal Society of Arts de Londres[24].
- 1966: Reçoit le prix Elsie de Wolfe de l'American Institute of Interior Designer[24].
- 1966: Reçoit la médaille Allied Professions de l'American Institute of Architects[24].
- 1981 : Reçoit le prix de Gouverneur pour sa contribution remarquable aux beaux-arts du Nouveau-Mexique[23].
- 1985: Reçoit le prix American Craft Council Award of Distinction avec sa femme[25].
- 1987 : Reçoit le prix de créativité décerné par le designer West/Ray Bradbury[23].
- 2004: The Cooper Hewitt National Design Museum décide qu'il a sa place au panthéon des grands designers du mid-century[26].